# Reputació

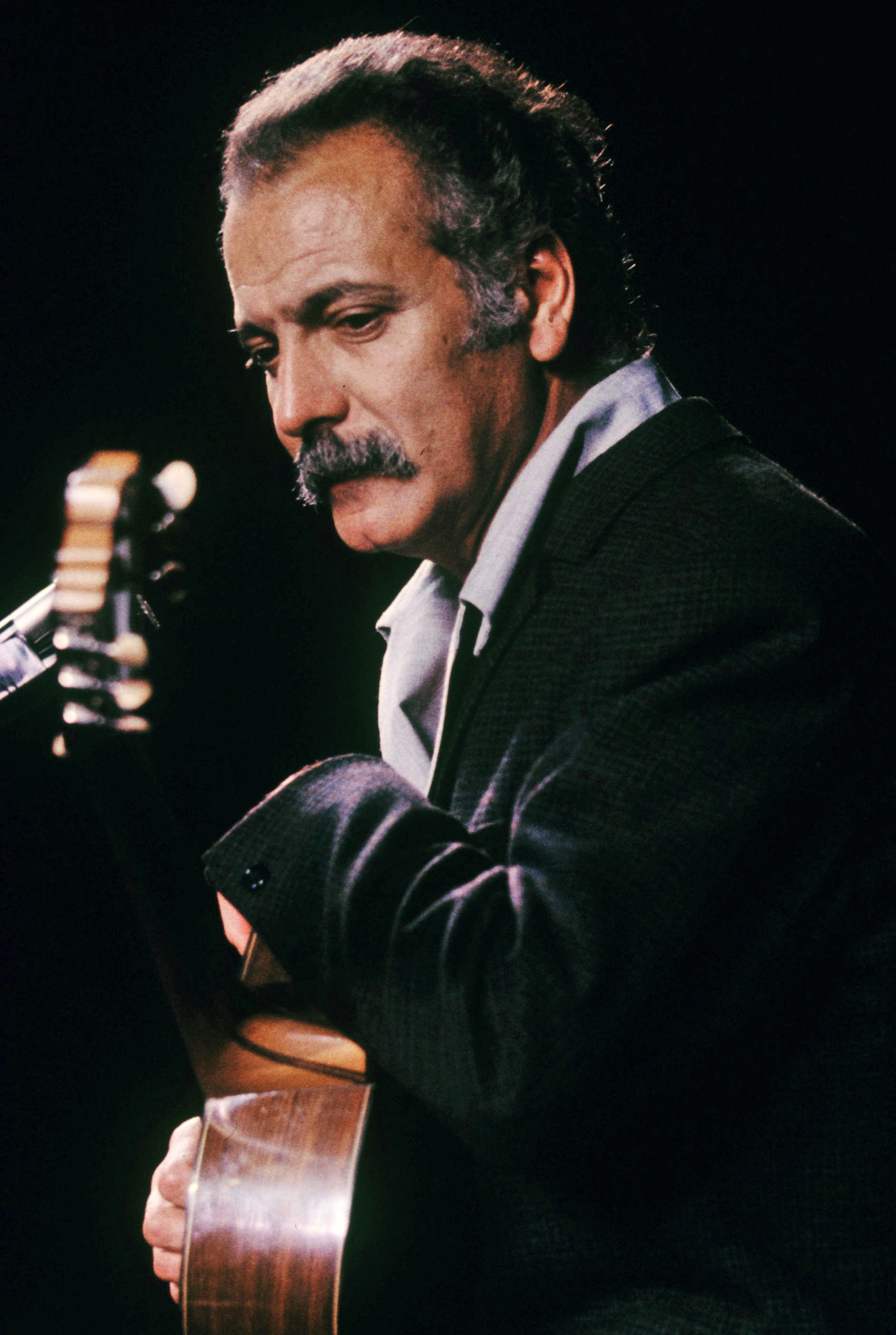
Brassens, autor de la cançó Mala reputació

La reputació és l'opinió que té un grup sobre quelcom o algú, basada en judicis de valor. El prestigi és la influència a causa de la reputació guanyada als altres. A l'antiga Grècia la reputació personal es construïa mitjançant la polèmica i la de les ciutats donant suport econòmic al lluïment de qualsevol mena per aconseguir la fama de la seva gent.
La declaració universal dels drets humans reconeix el dret de tots a la protecció contra atacs a la pròpia reputació, com també ho fa la Constitució espanyola. La reputació mai té un valor neutral sinó que les reputacions tenen un valor social explícit.
A la Bíblia es relaciona amb la glòria, la fama i l'honor. Actualment s'estudia des d'un punt de vista psicològic, pel que fa a la construcció de la pròpia personalitat i com a eina de marketing per a marques, productes, entitats, sistemes i serveis.

## Etimologia
El mot català "reputació" prové del llatí reputatiōne, amb el mateix significat.

## Reputació personal
La reputació acompanya la persona i modifica els seus actes futurs, el seu autoconcepte i les relacions que pugui establir amb membres afins al grup. L'opinió del grup es transmet i forma una imatge de la persona que és primordial per al seu rol en relació al grup. Té sempre un component d'anonimat, ja que es forma pels judicis de valor de diverses persones alhora.

## Reputació d'una marca comercial
La reputació es pot entendre com la suma de la imatge més el temps. El concepte de reputació, en ser quelcom mantingut durant el temps, és més sòlid que el d'imatge i va lligat als valors ètics, ideològics i estratègics. Si implica compromís i proactivitat reputacional, en el sentit d'anar més enllà del que l'entitat està obligada a fer, es relaciona directament amb l'excel·lència, la millora contínua i la qualitat total.
A l'empresa afecta a la imatge corporativa i a les seves vendes o possibilitat de transaccions, als famosos afecta a la seva popularitat i a les comunitats virtuals la reputació digital determina les accions que pot efectuar cada usuari, especialment en sistemes on la reputació es mesura amb xifres, a vegades anomenades "karma".
Les organitzacions, després d'una crisi específica, poden crear campanyes d'imatge reactives específiques que es poden anomenar també "projectes de reputació" amb l'objectiu de millorar la seva percepció per part del seu públic.

### El cas de partits polítics
En el cas particular dels partits polítics, la reputació és un dels fenòmens que fan que un elector passi de ser votant d'un partit a ser-ho d'un altre, sense haver variat la seva pròpia ideologia.
Quan un partit polític no fa el que diu, la seva reputació se'n pot ressentir i hi haurà electors que el deixaran de votar. Si els electors són racionals i molt primmirats l'efecte serà major que si són miops. No es tracta del que el partit digui que és o que fa, sinó de la percepció, constatació i criteri intel·ligent, independent i autònom, de l'elector respecte a les actituds i accions del partit. L'elector racional busca utilitat i, si està a una distància ideològica similar respecte a dos partits però un té la reputació de no complir les seves promeses o de canviar la seva ubicació ideològica, serà racional votar l'altre partit. Anàlogament, una bona reputació amplia el nombre de votants al partit.
Una altra mala reputació típica que fa perdre vots, a banda de la mentida i el transvestisme ideològic, és la reputació d'impossibilitat de governar. Aquesta és creada i alimentada pels partits grans, amb "cultura de govern", per a xuclar els electors dels partits petits. (Vegeu Bipartidisme).

## Cultura popular
En català existeix el refrany "Conquista reputació i consérva-la com lo tresor milló".